# Lamour Desrance
Lamour Desrance (también escrito L'Amour Desrance, Lamour Derance y Lamour Dérance) fue un líder revolucionario haitiano. Antiguo cimarrón, nació en África y fue traído a Saint-Domingue como esclavo. Durante la revolución, cuando las figuras locales a menudo ganaban poder al controlar pequeñas fuerzas armadas, Desrance se convirtió en un líder militar local en las montañas que rodean Puerto Príncipe y San Marcos.
En el momento de la guerra del Sur, Desrances era leal a André Rigaud en su batalla con Toussaint Louverture, y era uno de los pocos oficiales negros favorables a Rigoud. Después de la derrota de Rigaud por Louverture, se hace referencia a Desrances como un rebelde en la autobiografía de Louverture. Céligny Ardouin argumenta que Louverture y Jean-Jacques Dessalines vieron a Desrances como un rival creciente debido a su poder en la región y decidieron derrotarlo. Louverture marchó sobre las fuerzas de Desrance en noviembre de 1801 y se dispersaron por el bosque local.
Dos meses después, las fuerzas francesas llegaron al mando de Charles Leclerc y durante el conflicto abierto de L'Ouverture con los franceses, Desrance cambió notablemente su lealtad a los franceses al mando del general Pampile de Lacroix para luchar contra las fuerzas de Dessalines. L'Ouverture escribió de él: "Amour Desrances, que había hecho asesinar a todos los habitantes de la llanura de Cul-de-Sac; que instó a los trabajadores a la revuelta; que saquearon toda esta parte de la isla". La fuerza combinada del ejército expedicionario francés y de Desrance derrotó al ejército de Louverture en Puerto Príncipe el 5 de febrero de 1802 y forzó su retirada. En septiembre de 1803 sus fuerzas junto con las francesas, serían destruidas por las tropas leales a Jean-Jacques Dessalines en Jacmel.